# قسم غنج أباد الريفي (اسماعيلي كرمان)
قسم غنج أباد الریفي (بالفارسية: دهستان گنج‌آباد) هي منطقة سكنية تقع في إيران في كرمان. يقدر عدد سكانها بـ 9,427 نسمة .